# همسایه من یامادا
همسایه من یامادا (ژاپنی: ホーホケキョとなりの山田くん هپبورن: Hōhokekyo Tonari no Yamada-kun) یک انیمه کمدی محصول سال ۱۹۹۹ توسط ایسائو تاکاهاتا نوشته و کارگردانی شد. ساخت این انیمه توسط استودیو جیبوری برای توکوما شوتن، شبکه تلویزیونی نیپون، هاکوهودو و بوئنا ویستا هوم اینترتینمنت ، و توزیع اثر توسط توهو و شوچیکو انجام شده است. این اثر برخلاف سایر فیلم‌های استودیو جیبوری، با زیبایی‌شناسی سبک کمیک استریپ ارائه شده است، و از سبک سنتی دیگر آثار انیمه این استودیو فاصله گرفته است.

## خلاصهٔ داستان
فیلم داستان زندگی زیبای خانواده ژاپنی به نام یامادا است که اتفاقات مختلفی برایشان رخ می‌دهد.